# Lepidepecreum kasatka
Lepidepecreum kasatka är en kräftdjursart som beskrevs av Gurjanova 1962. Lepidepecreum kasatka ingår i släktet Lepidepecreum och familjen Lysianassidae. Inga underarter finns listade i Catalogue of Life.